# امبیوادی
امبیوادی (به انگلیسی: Ambewadi) یک منطقهٔ مسکونی در هند است که در کارناتاکا واقع شده‌است.